# إضراب عمال متحف برشلونة

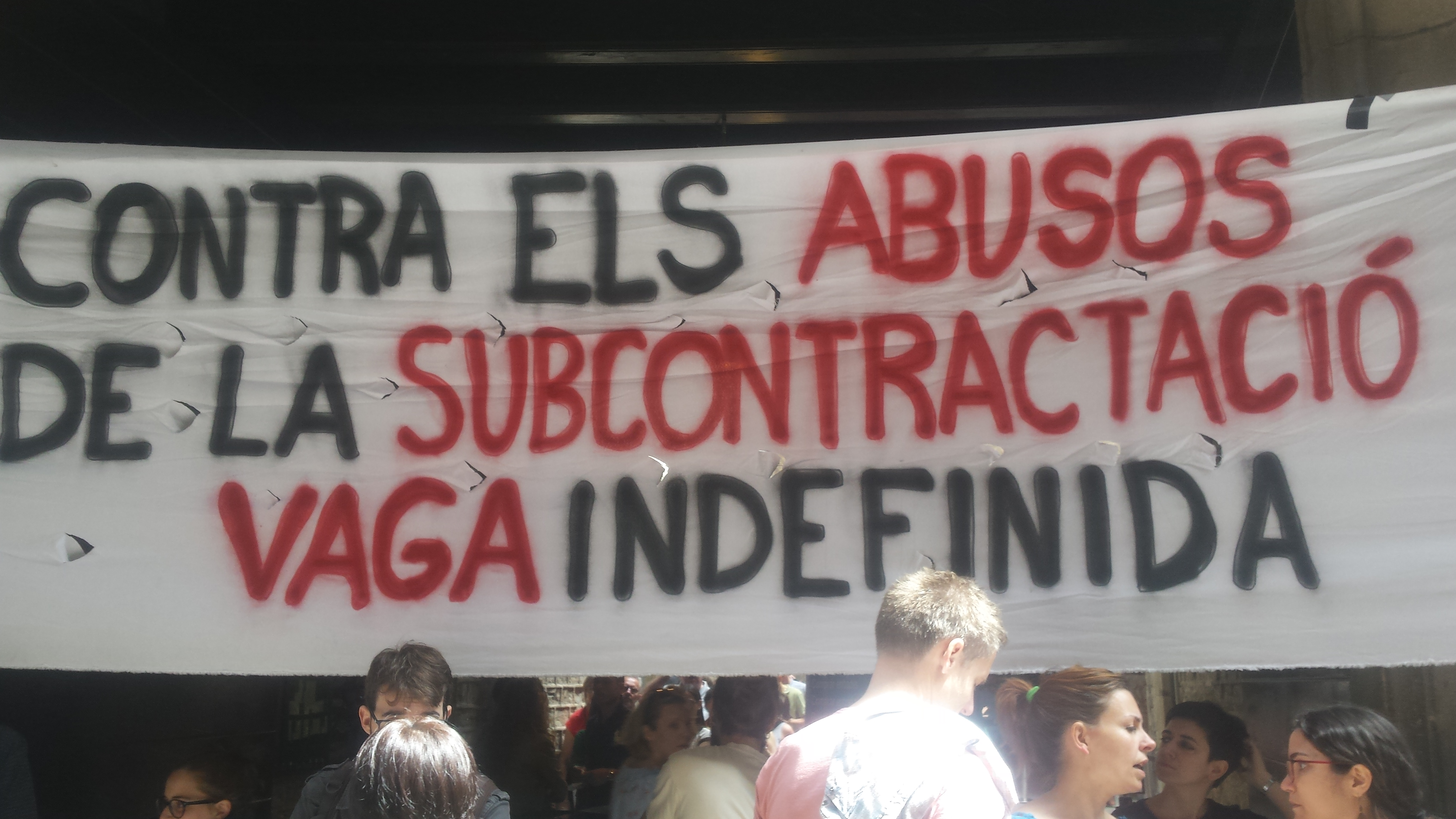
صورة بتاريخ 25/5/2018 خارج متحف بيكاسو

إضراب عمال متحف برشلونة في 27 مارس 2018م بدأ عمال متحف برشلونة إضرابًا عن الانتهاكات المتصورة لحقوق الموظفين، بما في ذلك سلامة ظروف العمل وعدم قانونية بعض العقود المزعومة. دعت نقابة العمال الإسبانية إلى الإضراب. يتم إدارة المتاحف من قبل شركتين هما: ماغما كالشورا وسيوت آرت. تقدم خدمات الاستعانة بمصادر خارجية مثل بيع التذاكر والأمن والمراقبة في المتاحف وفي جميع أنحاء المدينة. قبل الإضراب، أصرت الشركتان على الحاجة إلى الحد الأدنى من الخدمات في المتاحف لضمان الأمن. بعد المفاوضات تم فتح بعضها بأدنى حد من الموظفين.
كان كل من متحف بيكاسو وسالا سيوتات ومتحف ديسني وأركسيو التاريخية، وفابرا آي كوتس ومتحف دي لا ميوزيكا وفونداسيو تابيز وفونداسيو ميرو وسي سي سي بي قد بدأت في إضراب امتد من 27 مارس و3 أبريل و5 أبريل، وبعد ذلك استمرت الإضرابات إلى أجل غير مسمى.

## مطالب الاتحاد
تضمنت مطالب الاتحاد أن تقدم الشركات لجميع الموظفين عقودًا دائمة أو محددة المدة، وإلغاء العمل الإضافي الإلزامي، والتعويض عن أيام العطلات الرسمية، وضمان رواتب متساوية عبر المراكز، وتوفير أزياء وأحذية مناسبة، وإتاحة وقت للراحة.
تتم المحادثات بين الاتحاد والشركات من قبل وزارة العمل.